# Zona Argüello

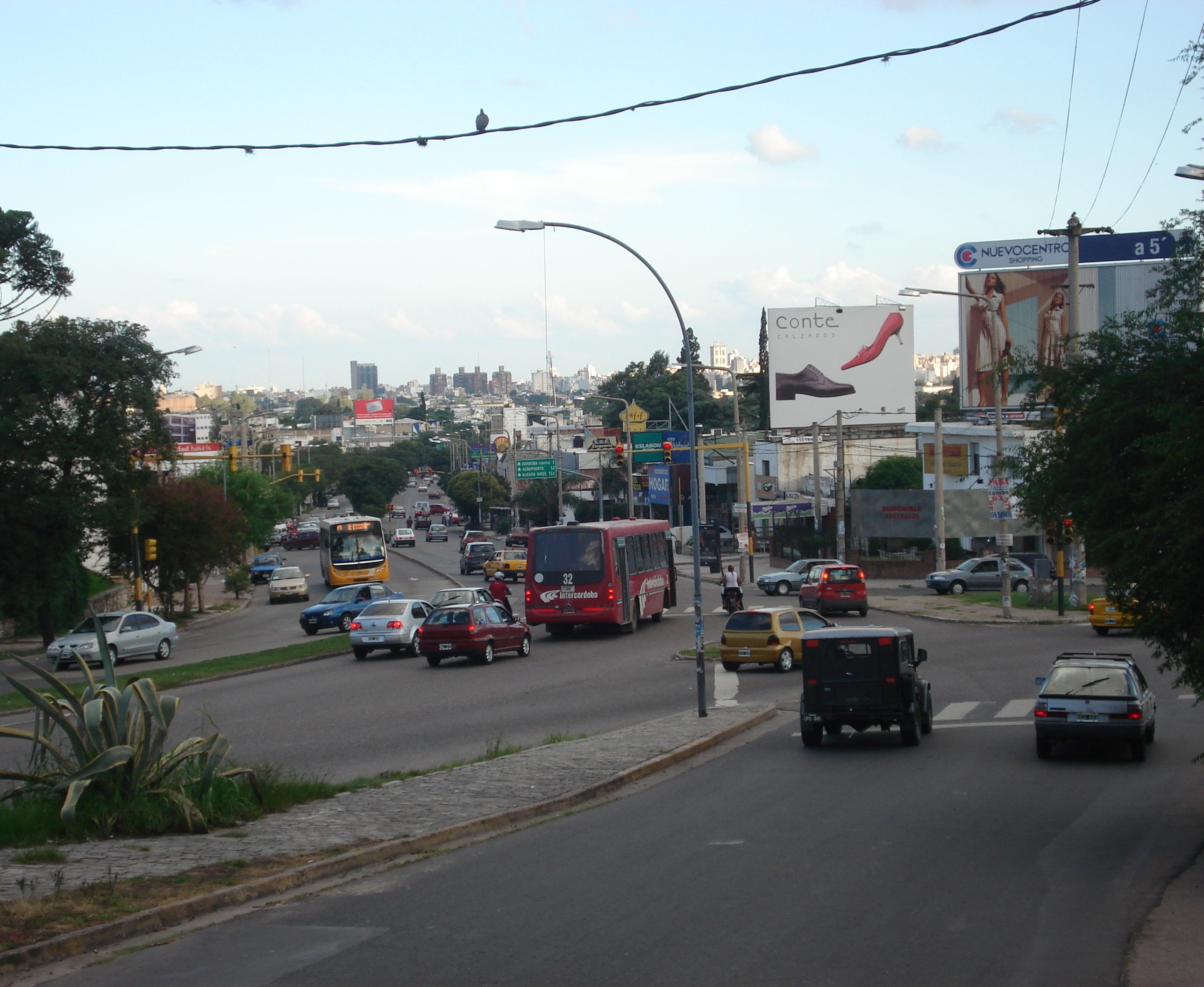
Die Avenida Rafael Núñez im Viertel Cerro de las Rosas

CPC-Zonen von Córdoba, im Nordwesten Argüello

Die Zona Argüello ist eine der elf CPC-Zonen der Stadt Córdoba und liegt im Nordwesten der Stadt, zum großen Teil nördlich des Río Suquía. Der Stadtbezirk ist geprägt von Ansiedlungen der oberen Mittelschicht und Oberschicht und hat 137.730 Einwohner (2001). Der Name rührt von dem größten Stadtviertel des Bezirks, Argüello, im zentralen Bereich des Gebietes her.

## Geographie
Der Río Suquía bildet die Südgrenze der Zona Argüello und ist der einzige ganzjährige natürliche Wasserlauf des Gebiets. Ausgenommen sind die Viertel La Carolina und Villa Warcalde, die sich südlich des Flusses befinden. Vom Río Suquía zweigt westlich des Gebiets der Canal Maestro Norte ab, der von Südwest nach Nordost das Gebiet durchfließt.
Die Landhöhen steigen von Südost nach Nord von etwa 400 m direkt am Río Suquía auf 480 m an der Grenze zu Villa Allende an. Ein markanter Hang begrenzt das Viertel Cerro de las Rosas in Richtung Süden und Südosten.

## Geschichte

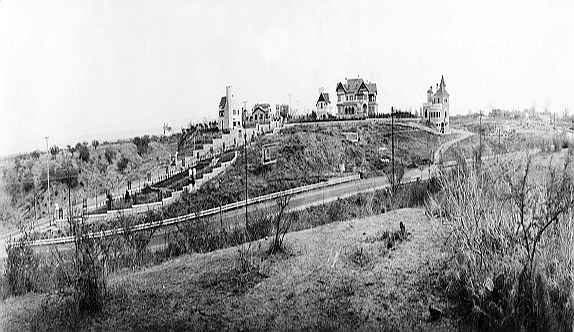
Der Cerro de las Rosas im Jahr 1935

Die ältesten Gebiete sind die Kernbereiche der Stadtviertel Cerro de las Rosas, Argüello und der Westen des Viertels Los Boulevares. Argüello als ältestes Viertel entwickelte sich rund um den 1889 eingeweihten Bahnhof Argüello, ab 1908 wurde das Straßennetz errichtet. 1928 folgte das Viertel Cerro de las Rosas, das zunächst den Charakter eines Naherholungsgebietes aufwies, ab 1980 jedoch zu einem Zentrum der Gastronomie und des Handels wurde.

## Stadtbild und Architektur

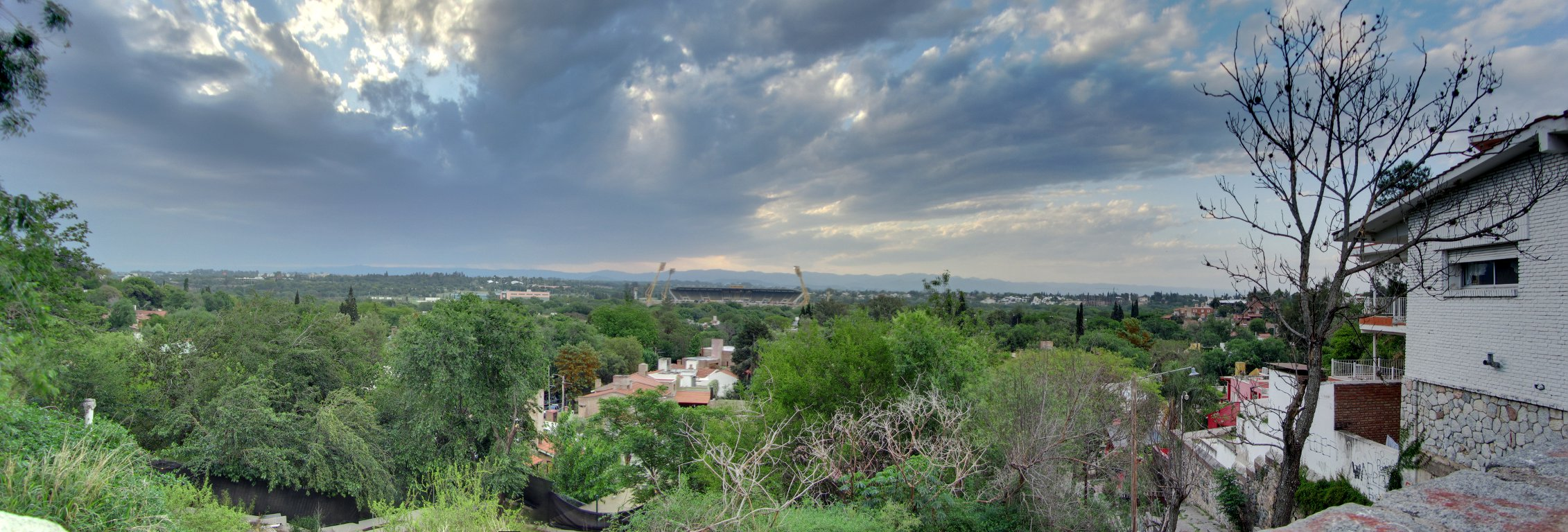
Blick auf Grünanlagen des Viertels Cerro de las Rosas

Nahezu das gesamte Gebiet der Zona Argüello ist bebaut, nur im Nordosten gibt es ein kleines unbebautes Gebiet, das nur in sehr begrenztem Maße landwirtschaftlich genutzt wird. Geprägt ist das Gebiet von lockerer Bebauung, Gebäude mit mehr als drei Stockwerken sind die Ausnahme. Besonders im Bereich Cerro de las Rosas sind große Grundstücke mit Villenarchitektur vorzufinden. Das Gebiet besteht fast ausschließlich aus Wohngebieten.
Auch wenn der größte Teil von gehobenen Stadtvierteln geprägt ist, gibt es auch einige ärmere Gebiete. Dazu zählen insbesondere die Viertel rund um die ehemalige Autorennbahn (Barrio Autódromo im Norden) und einige informelle Siedlungen im Viertel Argüello Norte im zentralen Bereich der Zone.

## Wirtschaft
Das geschäftliche und gastronomische Zentrum des Gebiets ist der Zentralbereich des Viertels Cerro de las Rosas im Südosten des Gebietes. Der „Cerro“ gilt als eines der gastronomischen Zentren von Córdoba, es befinden sich jedoch auch Einzelhandelsbetriebe und Banken in diesem Gebiet.
Nennenswerte Industrieansiedlungen befinden sich nur im Nordosten des Gebiets im Viertel Los Boulevares sowie in geringerem Maße an der Avenida Donato Álvarez und der Avenida Recta Martinoli, den beiden großen Hauptverkehrsadern des Gebiets. In den weitläufigen Wohngebieten sind einige kleine Unternehmen zu finden.

## Kultur und Sehenswürdigkeiten

### Kulturzentren
Das CPC Argüello beherbergt ein von der Stadt Córdoba betriebenes Kulturzentrum mit regelmäßigen Veranstaltungen. In Argüello befindet sich außerdem ein Kindertheater.

### Nachtleben
Mit einigen Bars und Diskotheken ist der Cerro de las Rosas einer der kleineren Nachtlebens-Schwerpunkte von Córdoba. Die meisten Clubs gehören zur gehobeneren Kategorie. Weitere Diskotheken finden sich in Villa Belgrano und an der Avenida Donato Álvarez. Im Rest des Gebietes finden sich nur vereinzelt kleinere Bars. Die direkt an das Gebiet angrenzende Stadt Villa Allende hat mit liberaleren Sperrstundenregelungen als Córdoba zahlreiche Clubs angezogen.

### Sehenswürdigkeiten
Das bemerkenswerteste Bauwerk in dem Gebiet ist das Colegio La Salle in der Avenida Recta Martinoli (Barrio Argüello), eine große zwischen 1936 und 1938 nach Plänen von José María Acosta im Stil des Historismus erbaute Schule mit neoromanischen Einflüssen inmitten eines Parks. Die Schule ist heute noch in Betrieb.
Das CPC Argüello mit seiner modernen Architektur wurde nach Plänen von Miguel Ángel Roca 1994 errichtet und ist das älteste CPC (Kommunales Beteiligungszentrum) der Stadt.
In den Vierteln Cerro de las Rosas sowie dem angrenzenden Villa Belgrano stehen zahlreiche große Villen, einige davon aus dem frühen 20. Jahrhundert. Die Architektur ist dabei gemischt und oft mit historizistischen Linien durchzogen. Ein weiterer Anziehungspunkt ist das Viertel Villa Warcalde, das den Charakter einer Gartenstadt aufweist.
Zahlreiche Denkmale stehen auf den diversen Grünanlagen des Gebietes. Das bedeutendste ist das Denkmal zu Ehren des Generals José María Paz im Parque Autóctono.
Auf dem Kreisverkehr Nudo Vial 14 steht die Skulptur Mujer Urbana von Antonio Seguí, die zu einem Ensemble mit dem Namen Familia Urbana gehört, das auf das ganze Stadtgebiet verteilt ist.

### Parks und Grünanlagen
Der Parque de las Naciones ist ein kleiner Park am Hang zum Cerro de las Rosas, der von den Bewohnern als Naherholungsgebiet genutzt wird. In der unmittelbaren Nähe befindet sich der Parque Autóctono, ebenfalls in Hanglage. Das Denkmal zu Ehren von José María Paz in diesem Park fungiert auch als Aussichtspunkt auf die Stadt Córdoba.

## Infrastruktur
Die Straßen Avenida Rafael Núñez, Avenida Donato Álvarez, Avenida Recta Martinoli und Avenida Ricardo Rojas sind die Hauptverkehrsadern, die das Gebiet in Südost-Nordwest-Richtung durchziehen und mit der Innenstadt sowie den Orten der Sierras Chicas verbinden. Die Avenida Rodríguez del Busto gehört zum inneren Ringsystem von Córdoba, der bisher nicht fertiggestellten Ronda Urbana. Die Ringautobahn Avenida de Circunvalación endet nördlich des Viertels Argüello.
Die Bahnstrecke Córdoba–Cruz del Eje führt von Südost nach Nordwest durch das Gebiet; auf ihr fährt ein mit Dieseltriebwagen betriebener Nahverkehrszug, der Tren de las Sierras. Eine geplante Erweiterung zu einer Stadtbahn, der Ferrourbano Córdoba, wurde bisher nicht fertiggestellt.

## Besonderheiten
Ein Teil des Gebietes überschneidet sich mit Gebietsansprüchen der Städte Villa Allende und Saldán. Mit Saldán wurde 1993 ein Abkommen geschlossen, das dieser Stadt in einem begrenzten Gebiet im extremen Nordwesten der Zona Argüello erlaubt, Dienstleistungen zu erbringen und Gebühren zu erheben.
Barrio Argüello und die angrenzenden Gebiete besitzen als einzige Stadtteile von Córdoba eine eigene Telefonvorwahl (03543).